# Озанс-Монтестрюк
Оза́нс-Монтестрю́к (фр. Ozenx-Montestrucq) — коммуна во Франции, находится в регионе Аквитания. Департамент — Атлантические Пиренеи. Входит в состав кантона Кёр-де-Беарн. Округ коммуны — По.
Код INSEE коммуны — 64440.

## География

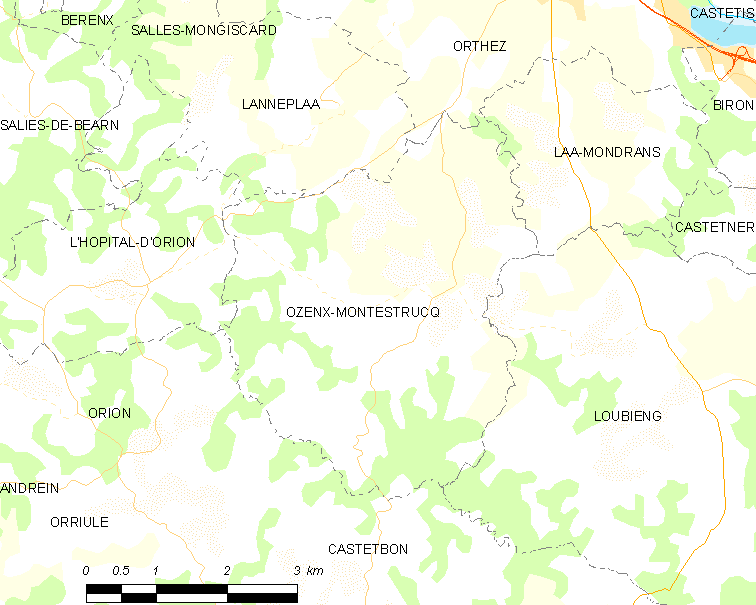
Карта коммуны

Коммуна расположена приблизительно в 650 км к югу от Парижа, в 160 км южнее Бордо, в 38 км к северо-западу от По.
На юге коммуны протекают реки Сале и Аррьюгран (фр. Arriougrand).

### Климат
Климат тёплый океанический. Зима мягкая, средняя температура января — от +5°С до +13°С, температуры ниже −10 °C бывают редко. Снег выпадает около 15 дней в году с ноября по апрель. Максимальная температура летом порядка 20-30 °C, выше 35 °C бывает очень редко. Количество осадков высокое, порядка 1100 мм в год. Характерна безветренная погода, сильные ветры очень редки.

## Население
Население коммуны на 2010 год составляло 363 человека.
| 1962 | 1968 | 1975 | 1982 | 1990 | 1999 | 2010 |
| ---- | ---- | ---- | ---- | ---- | ---- | ---- |
| 224  | 362  | 363  | 374  | 376  | 370  | 363  |

## Администрация
| Период | Период | Фамилия       | Партия | Примечания |
| ------ | ------ | ------------- | ------ | ---------- |
| 1995   | 2001   | Жозеф Сарту   |        |            |
| 2001   | 2007   | Франсис Лалан |        |            |
| 2007   | 2014   | Жозеф Сарту   |        |            |
| 2014   | 2020   | Элен Мартёй   |        |            |

## Экономика
В 2010 году среди 215 человек трудоспособного возраста (15-64 лет) 159 были экономически активными, 56 — неактивными (показатель активности — 74,0 %, в 1999 году было 71,3 %). Из 159 активных жителей работали 149 человек (77 мужчин и 72 женщины), безработных было 10 (6 мужчин и 4 женщины). Среди 56 неактивных 14 человек были учениками или студентами, 29 — пенсионерами, 13 были неактивными по другим причинам.

## Достопримечательности
- Церковь Св. Петра (XIX век)[4]